# Andris Piebalgs
Andris Piebalgs, född 17 september 1957 i Valmiera, Lettiska SSR, Sovjetunionen, är en lettisk politiker som var EU-kommissionär 2004-2014.
Piebalgs avlade högskoleexamen i fysik på Lettlands universitet i Riga 1980 och arbetade därefter som lärare och rektor på Valmieras gymnasieskola. Han var utbildningsminister 1990-1993, ordförande i Saeimas (parlamentet) budget- och finansutskott 1993-1994 där han representerade det liberala partiet Lettiska vägen samt finansminister 1994-1995. Han var därefter diplomat och verksam som ambassadör i Tallinn 1995-1997 och vid Europeiska unionen i Bryssel 1998-2003. 
Piebalgs var biträdande statssekreterare med ansvar för EU-frågor 2003-2004 och vid Lettlands EU-anslutning 1 maj 2004 blev han kabinettschef hos landets första kommissionär Sandra Kalniete. Pielbalgs blev EU-kommissionär när Kommissionen Barroso I tillträdde i november samma år sedan Kalniete inte åternominerats av lettiska regeringen och hennes tilltänkta efterträdare, Ingrida Udre, stoppats av Europaparlamentet. Även den tilltänkta ungerska energikommissionären László Kovács mötte motstånd i Europaparlamentet. Först efter att EU-kommissionens ordförande José Manuel Barroso ersatt Udre med Piebalg och bytt Piebalgs och Kovács portföljer uppnåddes enighet med parlamentet.
I Kommissionen Barroso II som tillträdde den 10 februari 2010 och som varade till 2014 ansvarade Piebalgs för utvecklingsbistånd.